# Charlotte Knabe
Pour les articles homonymes, voir Knabe.
Charlotte Knabe, née le 30 janvier 1907 à Metz et morte le 17 octobre 1991 à Berlin-Zehlendorf, est une historienne allemande. Elle fut l'une des premières femmes à diriger un centre d'archives en Allemagne.

## Biographie
Charlotte Helene Frieda Knabe, ou "Lotte" Knabe, naît le 30 janvier 1907 à Metz, dans le Reichsland Elsass-Lothringen. Elle suit ses parents à Freyburg et poursuit sa scolarité à Naumburg (Saale). En 1929, elle prépare l'Abitur comme externe. Elle poursuit des études en histoire, histoire de l'art, lettres et latin à l'Université d'Iéna, puis à Marburg et à Berlin. En 1935-36, Lotte Knabe passe l'examen d'Etat, correspondant à l'agrégation française. La même année, elle publie Die Gelasianische Zweigewaltentheorie bis zum Ende des Investiturstreites, un ouvrage de référence.
Lotte Knabe n'enseigne pas et suit les cours de l'institut des sciences historiques de Berlin-Dahlem pour devenir archiviste. Elle suit des stages aux archives de Tangermünde, Loburg, Groeningen et Osterwieck.
Le 1er octobre 1938, Lotte Knabe commence sa carrière dans les Archives d'État de Magdebourg. Elle se consacre en particulier à la conservation des archives notariales dans la province prussienne de Saxe et de Saxe-Anhalt. En raison des bombardements américains, les archives du Magdebourg sont transférées d'abord à Freyburg puis à Naumburg.
Après la guerre, Lotte Knabe prend la direction des Archives d'État du Magdebourg en février 1946. En 1948, elle retourne au centre d'information des archives de Saxe-Anhalt à Naumburg. Elle prend ensuite la direction des archives d'Erfurt, puis de Potsdam. En 1953, elle entre à l'Académie des Sciences de Berlin où elle reste jusqu’à la retraite en 1967. Lotte Knabe consacre alors son temps à la publication des écrits politiques de Leibniz.
Charlotte Knabe s'éteint le 17 octobre 1991 à Berlin-Zehlendorf, en Allemagne.

## Travaux
- Die Gelasianische Zweigewaltentheorie bis zum Ende des Investiturstreites, 1935
- Die Neuordnung der Bestände des ehem. Reichsarchivs im Deutschen Zentralarchiv in Potsdam. In: Archivmitteilungen 1952, Nr. 3, S. 43f.
- Gottfried Wilhelm Leibniz. Sämtliche Schriften und Briefe. Hrsg. v. d. Akademie der Wissenschaften der DDR. Vierte Reihe: Politische Schriften, 2. Bd: 1677-1687. Lotte Knabe u.a.; 3. Bd: 1688-1689. Lotte Knabe, Margot Faak, Berlin 1963, 1968.

## Sources
- Josef Hartmann, Zum Gedenken an Dr. Charlotte Knabe, in: Sachsen und Anhalt, Bd. 18, Weimar, 1994, p. 607-611.